# 太田資清
太田資清（1411年—1488年／1492年）是室町時代中期至日本戰國時代前期的武將。父親是太田資房。
攝津源氏一門太田氏出身，太田氏是扇谷上杉家家宰的家格。

## 生平

### 東國的智者
擔任上杉持朝的家宰和相模國守護代。年輕時就被喻為文武優秀的武將，關東諸將就像被風吹動的草木一樣跟隨。特別精通歌道，後來嫡子資長（道灌）亦是有名的歌人，亦精於歌道。
永享11年（1439年），鐮倉公方足利持氏與關東管領上杉憲實（山內上杉家）對立並爆發永享之亂。主君扇谷家是山内家的友方，持氏受幕府軍的攻擊而被消滅。在此戰中，「太田備中守資光」討伐持氏的殘黨一色氏，被認為是在史料上初次出現。
文安4年 （1447年），因為上杉家允許鐮倉公方再興，持氏的遺兒成氏被立為鐮倉公方，山内家當主上杉憲忠就任關東管領。由岳父長尾景仲輔助年輕的憲忠，並擔任山内家家宰。另一方面，因為扇谷家當主持朝因為攻擊永安寺而間接令持氏死亡，持朝隱居並把家督讓予嫡男顯房。輔佐年輕的顯房，因為支撐着兩上杉家，與景仲一同被稱為「東國無雙的智者」（東国無双の案者）。
在文安4年（1447年）的書狀中以「道真」為名，大概是在此時期出家。

### 關東大亂
成氏對殺死父親的憲實之子憲忠非常憎恨，因此互相對立。寶德2年（1450年），與景仲一同突然襲擊鐮倉成氏的御所。成氏逃往江之島，並得到小山氏、千葉氏、宇都宮氏等友方的幫助而反撃，雙方在由比濱戰鬥。經過仲介後雙方和睦，但是雙方已經互相怨恨（江之島合戰）。
成氏與憲忠的對立越來越嚴重，享德3年（1454年）12月，成氏暗殺憲忠。景仲立憲忠之弟房顯為山內家當主，康正元年（1455年），上杉方反撃，在武藏國分倍河原與成氏戰鬥，遭到大敗，顯房戰死（分倍河原之戰）。此後，擁立顯房之子政真為家督，但是因為還是幼兒，於是迎前代家督持朝復歸（此後，成氏受到幕府軍攻撃，從鐮倉逃到下總國古河城並自稱為古河公方。古河公方與兩上杉家的鬥爭被稱為享德之亂，以後持續了接近30年）。
康正2年（1456年），把家督讓給嫡子資長。但是沒有隱居，並繼續持有實權（亦有說法是寬正2年（1461年）讓位）。
為了與古河公方戰鬥，康正2年至長祿元年（1457年），資長父子築起河越城、岩槻城、還有江戶城（現今主流說法為築起岩槻城的人不是資長父子，而是成田正等）。與資長以江戶城為居城相對，守在主家扇谷家的本處河越城並輔助主君持朝。文明元年（1469年），在河越城邀請著名的歌人宗祇和心敬參加連歌會，這就是有名的「河越千句」。寫下的連歌被宗祇記錄在自己編纂的『新撰菟玖波集』中。
長祿2年（1458年），第8代將軍足利義政的異母兄政知來到關東並逗留在伊豆國，自稱為堀越公方。但是政知與持朝對立。寬正2年（1461年），停止持朝在相模的守護活動，翌年（1462年），有持朝謀反的傳言流行，因為政知執事澁川義鏡的讒言，令扇谷家的重臣三浦時高、大森氏賴、千葉實胤等人下野。自身亦被捲入這次政治鬥爭，在寬正2年隱居（後來幕府調停，令雙方和解，義鏡失勢）。

### 長尾景春之亂
應仁元年（1467年），長年仕奉的持朝在河越死去，家督由持朝之孫政真繼承，此後跟隨政真在武藏國五十子陣（埼玉縣本莊市）中與古河公方對陣。兒子資長在江戶城鞏固武藏和相模國的防禦。
文明5年（1473年），古河公方的軍勢進攻五十子陣，政真被討死。資長等老臣在會議後決定立政真的叔父定正為家督。文明9年（1477年），山內家重臣長尾景春（景仲之孫）與古河公方連結並發動叛亂，景春急襲五十子陣。上杉軍遭到大敗，與守衛五十子的山內家當主上杉顯定、定正一同往上野國方向敗走（長尾景春之亂）。
關東多數國人都與景春呼應，兩上杉家陷入危機。這次戰亂的救星是兒子道灌（資長的法名），道灌由石神井城的豐島氏開始，陸續把各地的支持景春的敵人打敗。此時，在上野阿內城（群馬縣前橋市）輔助顯定和定正。
道灌與顯定和定正成功合流後，在用土原之戰中大勝並包圍景春，但是古河公方正式参戰，使到這次叛亂時間變得更長。文明10年（1478年），與道灌一同不理顯定的反對，把定正送返河越城，自身亦進入河越城。在景春進攻河越城時，與定正一同將其撃退。飽受長年戰爭的古河公方希望和議，但景春仍然在戰鬥。道灌把景春方相繼擊破，在文明12年（1480年）成功平定亂事。文明14年（1482年），古河公方與兩上杉家之間的和議成立，享德之亂結束。

### 晚年
這次戰爭後，扇谷家的勢力大大提高，特別是平定亂事的道灌，聲望已經超過主君顯定和定正。這對於顯定和定正一方十分危險。家中有人中傷道灌，指道灌企圖謀反，定正亦很懷疑，但是道灌父子什麼辯解都沒有。
此時已經是高齢並隱居，在自得軒（現今埼玉縣越生町）中閑居。文明18年（1486年）6月，隱居所受道灌和詩人萬里集九一起拜訪，以開詩會為樂。1個月後的7月18日，被邀請到定正的居館糟屋館（神奈川縣伊勢原市）的道灌被暗殺。死亡之際留下了「當方滅亡」（当方滅亡）的說話。
在長享2年（1488年）於越生死去。法名為自得院殿實慶道真庵主。『太田家記』等記載是在明應元年（1492年）死去，但是與此相對可信性較高的『本土寺過去帳』不同，因此『太田家記』的記述被認為是錯誤。

## 外部連結
- 武家家伝＿岩槻太田氏（页面存档备份，存于）